# Sylvester und Tweety/Filmografie
Dies ist eine Liste der verschiedenen Sylvester- und Tweety-Zeichentrickfilme.
In Robert Clampetts Die Geschichte zweier Katzen erschien 1942 erstmals ein namenloser und nackter Vogel, der zwei Jahre später, in Vögelchen und Bestie, den Namen Tweety erhielt und 1947 in Sylvester zieht den Kürzeren seinen ersten regulären Auftritt mit gelben Gefieder hatte. Letzterer Film, der von Robert Clampett geplant und von Friz Freleng fertiggestellt wurde, zeigte Tweety erstmals im Gespann mit dem Kater Sylvester und gewann 1948 einen Oscar. Seitdem war der gelbe Vogel fast ausschließlich an der Seite des Katers zu sehen, oft auch zusammen mit Granny und der Bulldogge Hector.
Kater Sylvester hatte sein Leinwanddebüt 1945 in Friz Frelengs Ohne Liebe ist das Leben leer, der eine Oscar-Nominierung bekam. Seinen Namen erhielt er 1948 in Chuck Jones’ Schwein gehabt. Zu sehen ist er nicht nur an der Seite Tweetys, sondern oft auch zusammen mit anderen Cartoon-Charakteren, wie etwa mit seinem Sohn Sylvester Jr., dem jungen Känguru Hippety Hopper und der Maus Speedy Gonzales.
Von Friz Freleng wurden einige weitere Kurzfilme mit den beiden Figuren gewürdigt. So erhielten auch die Sylvester-und-Tweety-Cartoons Verkleidungskünstler (1950), Omis neuer Bikini (1955) und Die Anonymen Vogelfresser (1957) eine Oscar-Nominierung, wobei letzterer Film den Preis gewann. Ebenfalls für einen Oscar nominiert waren die Sylvester-Cartoons Die schnellste Maus von Mexiko (1955) mit Speedy Gonzales – auch dieser Film gewann die Auszeichnung – sowie Leo, Silvester und das arme Mäuschen (1960) mit Sam Cat und Der Rattenfänger von Guadeloupe (1961), wieder mit Speedy Gonzales.
Sylvester und Tweety traten in zahlreichen weiteren Produktionen auf, zu denen Fernsehserien sowie -Specials, Kompilationsfilme und Direct-to-Video-Veröffentlichungen zählen. Von 1995 bis 2002 wurde ihnen mit Sylvester und Tweety eine eigene Fernsehserie gewidmet. In der Serie Baby Looney Tunes, die erstmals von 2002 bis 2005 im Fernsehen lief, waren sie als Baby-Versionen ihrer selbst zu sehen. Auch erschienen sie Anfang der 2000er-Jahre in dem mit Tweety als Hauptfigur besetzten Direct-to-Video Tweety’s High-Flying Adventure und in mehreren Webtoons, die auf der Looney-Tunes-Website veröffentlicht wurden. Größere Auftritte in mit Animationen kombinierten Realfilmen hatten sie in Space Jam (1996), Looney Tunes: Back in Action (2003) und Space Jam: A New Legacy (2021).

## Kurzfilme
Insgesamt sind 116 Kurzfilme mit Sylvester und/oder Tweety gelistet. Davon zeigen 62 nur den Kater Sylvester (darunter ein Kurzauftritt), 6 nur den Kanarienvogel Tweety (darunter drei Kurzauftritte) und 48 einen gemeinsamen Auftritt des Duos (darunter ein Kurzauftritt und ein Kurzauftritt nur von Tweety). Von den 116 Kurzfilmen sind 105 reguläre Filme mit Sylvester und/oder Tweety, die von 1942 bis 1965 im goldenen Zeitalter des US-amerikanischen Zeichentrickfilms veröffentlicht wurden. In 3 weiteren Filmen dieser Ära hatte jeweils eine der beiden Figuren einen Kurzauftritt. Nach dem goldenen Zeitalter des US-amerikanischen Zeichentrickfilms wurden weitere 8 Kurzfilme mit den Figuren produziert, von denen zwei innerhalb verschiedener Fernsehspecials erschienen und zwei lediglich Kurzauftritte zeigen.
| Erstausstrahlung (USA)         | Deutscher Titel                                   | Originaltitel                              | Sylvester/ Tweety             | Bekannte Charaktere | LT/MM   | Regie                                                       | Anmerkungen |
| ------------------------------ | ------------------------------------------------- | ------------------------------------------ | ----------------------------- | --- | ------- | ----------------------------------------------------------- | --- |
| 21. Nov. 1942 (31. Juli 1948*) | Die Geschichte zweier Katzen (K)                  | A Tale of Two Kitties                      | T                             | Babbit & Catstello (als Katzen) | MM*     | Robert Clampett                                             | Tweetys Erstauftritt; dt. Alternativtitel: Ein Märchen von zwei Kätzchen (K); Vogelfang mit Hindernissen (K) |
| 19. Aug. 1944                  | Vögelchen und Bestie                              | Birdy and the Beast                        | T                             | – | MM      | Robert Clampett                                             | erste Erwähnung von Tweetys Namen; dt. Alternativtitel: Tweety, der Grosswildjäger |
| 24. Mär. 1945 (3. Mär. 1951*)  | Ohne Liebe ist das Leben leer                     | Life with Feathers                         | S                             | – | MM*     | Friz Freleng                                                | Oscar-Nominierung (1946); Sylvesters Erstauftritt |
| 9. Juni 1945                   | Wenn sich zwei streiten …                         | A Gruesome Twosome                         | T                             | – | MM      | Robert Clampett                                             | Letzter Auftritt Tweetys ohne Federn; dt. Alternativtitel: Tweety, die geflügelte Morgengabe; Traute Zweisamkeit |
| 20. Okt. 1945 (24. Mär. 1951*) | Nur ein Katzensprung!                             | Peck Up Your Troubles                      | S                             | Hector the Bulldog, The Woodpecker | MM*     | Friz Freleng                                                | |
| 16. Mär. 1946 (14. Juni 1952*) | Da brat mir einer einen Storch                    | Baby Bottleneck                            | T (Kurzauftritt)              | Daffy Duck, Schweinchen Dick, Betrunkener Storch | LT, MM* | Robert Clampett                                             | dt. Alternativtitel: Baby Engpass; Baby-Engpass; Baby-Engpaß |
| 8. Juni 1946                   | Alles für die Katz                                | Kitty Kornered                             | S                             | Schweinchen Dick | LT      | Robert Clampett                                             | nicht zu verwechseln mit Alles für die Katz aus dem Jahr 1948 (OT: Kit for Cat); dt. Alternativtitel: Miezekatzen vom Mars; Porky (K)                                                                                      |
| 3. Mai 1947 (25. Juni 1955*)   | Sylvester zieht den Kürzeren                      | Tweetie Pie                                | S+T                           | – | MM*     | Robert Clampett (geplant) & Friz Freleng (fertiggestellt)   | Oscar – gewonnen (1948); Erster gemeinsamer Auftritt von Sylvester und Tweety; dt. Alternativtitel: So ein süßer Piepmatz; Sein bester Freund                                                                              |
| 12. Juli 1947 (23. Apr. 1955*) | Her mit den kleinen Hühnchen                      | Crowing Pains                              | S                             | Barnyard Dawg, Foghorn Leghorn, Henery Hawk | LT, MM* | Robert McKimson                                             | |
| 25. Okt. 1947 (10. Sep. 1955*) | Immer diese Katzen!                               | Doggone Cats/ Dog Gone Cats*               | S                             | Wellington | MM*     | Arthur Davis                                                | |
| 6. Dez. 1947                   | Katzen fangen alles (K)                           | Catch as Cats Can                          | S                             | – | MM      | Arthur Davis                                                | dt. Alternativtitel: Die Katze jagt den Vogel (K); Die singende Nervensäge |
| 27. Mär. 1948 (5. Feb. 1955*)  | Konzertanter Katzenjammer                         | Back Alley Oproar                          | S                             | Elmer Fudd | MM*     | Friz Freleng                                                | Satellite-Award-Nominierung (2005); Farb-Remake von Konzert für Katze und Miau (OT: Notes to You, 1941); dt. Alternativtitel: Viel Lärm im Hinterhof                                                                       |
| 2. Apr. 1948 (25. Feb. 1956*)  | Tweety macht fette Beute                          | I Taw a Putty Tat                          | S+T                           | Hector the Bulldog | MM*     | Friz Freleng                                                | Farb-Remake von Puss n’ Booty (1943); dt. Alternativtitel: Wo ist die Pussikatze |
| 17. Apr. 1948 (4. Juni 1955*)  | Spring, Schau & Hör (K)                           | Hop, Look and Listen                       | S                             | Hippety Hopper | LT, MM* | Robert McKimson                                             | dt. Alternativtitel: Ein Känguru fängt man in Nu |
| 6. Nov. 1948 (21. Apr. 1956*)  | Alles für die Katz                                | Kit for Cat                                | S                             | Elmer Fudd | LT, MM* | Friz Freleng                                                | nicht zu verwechseln mit Alles für die Katz aus dem Jahr 1946 (OT: Kitty Kornered); dt. Alternativtitel: Kein Haustier für Elmer                                                                                           |
| 18. Dez. 1948 (2. Juni 1956*)  | Schwein gehabt                                    | Scaredy Cat                                | S                             | Schweinchen Dick, Mäuse ähnlich Hubie | MM*     | Chuck Jones                                                 | erste Erwähnung von Sylvesters Namen; dt. Alternativtitel: Angsthase Pfeffernase |
| 11. Juni 1949 (15. Sep. 1956*) | –                                                 | Mouse Mazurka                              | S                             | – | MM*     | Friz Freleng                                                | |
| 23. Juli 1949 (29. Juni 1957*) | Böse, olle Miezekatze                             | Bad Ol’ Putty Tat                          | S+T                           | – | MM*     | Friz Freleng                                                | Satellite-Award-Nominierung (2005); nicht zu verwechseln mit Böse, alte Miezekatze aus dem Jahr 1952 (OT: Ain’t She Tweet); dt. Alternativtitel: Böse olle Miezekatze                                                      |
| 19. Nov. 1949 (24. Aug. 1957*) | –                                                 | Hippety Hopper                             | S                             | Hippety Hopper | MM*     | Robert McKimson                                             | |
| 14. Jan. 1950 (1957–58*)       | Trautes Heim …                                    | Home, Tweet Home                           | S+T                           | Hector the Bulldog | MM*     | Friz Freleng                                                | |
| 4. Mär. 1950 (1957–58*)        | Das scharlachrote Pumpernickel                    | The Scarlet Pumpernickel                   | S                             | Daffy Duck, Schweinchen Dick, Melissa Duck, Kurzauftritte: Elmer Fudd, Henery Hawk, Mama Bär | LT, MM* | Chuck Jones                                                 | dt. Alternativtitel: Der Scharlachrote Pumpernickel |
| 24. Juni 1950 (1957–58*)       | Alles einsteigen, bitte                           | All a Bir-r-r-d                            | S+T                           | Hector the Bulldog | LT, MM* | Friz Freleng                                                | dt. Alternativtitel: Abenteuer im Westernexpress (Dux); Alles einsteigen bitte |
| 7. Okt. 1950 (1958–59*)        | Verkleidungskünstler                              | Canary Row                                 | S+T                           | Granny | MM*     | Friz Freleng                                                | Oscar-Nominierung (1950) |
| 21. Okt. 1950 (1957–58*)       | –                                                 | Stooge for a Mouse                         | S                             | Hector the Bulldog | MM*     | Friz Freleng                                                | |
| 28. Okt. 1950 (1957–58*)       | –                                                 | Pop ’im Pop!                               | S                             | Hippety Hopper, Sylvester Jr. | LT, MM* | Robert McKimson                                             | |
| 3. Feb. 1951 (1958–59*)        | Der Dosenkrieg                                    | Canned Feud                                | S                             | – | LT, MM* | Friz Freleng                                                | |
| 24. Feb. 1951 (1959–60*)       | Immer Ärger mit der Miezekatze                    | Putty Tat Trouble                          | S+T                           | Sam Cat | LT, MM* | Friz Freleng                                                | |
| 2. Juni 1951 (1960–61*)        | Tiere im Hotel                                    | Room and Bird                              | S+T                           | Granny, Hector the Bulldog | MM*     | Friz Freleng                                                | dt. Alternativtitel: Haustiere verboten |
| 22. Sep. 1951 (1959–60*)       | Tweety Ahoi                                       | Tweety’s S.O.S.                            | S+T                           | Granny | MM*     | Friz Freleng                                                | dt. Alternativtitel: Tweety und Sylvester – Die böse Miezekatze (S8) |
| 15. Dez. 1951 (1960–61*)       | Vöglein, Vöglein auf dem Baum                     | Tweet Tweet Tweety                         | S+T                           | – | LT, MM* | Friz Freleng                                                | dt. Alternativtitel: Silvester, Schrecken im Wald (S8) |
| 5. Jan. 1952 (1959–60*)        | –                                                 | Who’s Kitten Who?                          | S                             | Hippety Hopper, Sylvester Jr. | LT, MM* | Robert McKimson                                             | |
| 16. Feb. 1952 (1960–61*)       | Als Geschenk verpackt                             | Gift Wrapped                               | S+T                           | Granny, Hector the Bulldog | LT, MM* | Friz Freleng                                                | dt. Alternativtitel: Das Geschenk |
| 3. Mai 1952                    | –                                                 | Little Red Rodent Hood                     | S                             | Hector the Bulldog, Rotkäppchen | MM      | Friz Freleng                                                | |
| 21. Juni 1952 (1961–62*)       | Schlafende Hunde soll man nicht wecken            | Ain’t She Tweet                            | S+T                           | Granny | LT, MM* | Friz Freleng                                                | nicht zu verwechseln mit Auf den Hund gekommen aus dem Jahr 1954 (OT: Dog Pounded) oder Böse, olle Miezekatze aus dem Jahr 1949 (OT: Bad Ol’ Putty Tat); dt. Alternativtitel: Böse, alte Miezekatze; Auf den Hund gekommen |
| 9. Aug. 1952 (16. Mär. 1968*)  | –                                                 | Hoppy-Go-Lucky                             | S                             | Hippety Hopper, Benny | LT*     | Robert McKimson                                             | |
| 30. Aug. 1952 (1961–62*)       | Piep, Piep, Piep, guten Appetit                   | A Bird in a Guilty Cage                    | S+T                           | – | LT, MM* | Friz Freleng                                                | dt. Alternativtitel: Im Sonderangebot |
| 18. Okt. 1952                  | –                                                 | Tree for Two                               | S                             | Spike & Chester | MM      | Friz Freleng                                                | |
| 17. Jan. 1953                  | Schneegestöber                                    | Snow Business                              | S+T                           | Granny | LT      | Friz Freleng                                                | |
| 31. Jan. 1953                  | –                                                 | A Mouse Divided                            | S                             | Betrunkener Storch | MM      | Friz Freleng                                                | |
| 4. Apr. 1953 (1959–64*)        | –                                                 | Fowl Weather                               | S+T                           | Granny, Hector the Bulldog | MM*     | Friz Freleng                                                | |
| 27. Juni 1953 (1961–62*)       | –                                                 | Tom Tom Tomcat                             | S+T                           | Granny | MM*     | Friz Freleng                                                | |
| 5. Sep. 1953                   | Der Strick-Trick                                  | A Street Cat Named Sylvester               | S+T                           | Granny, Hector the Bulldog | LT      | Friz Freleng                                                | |
| 31. Okt. 1953                  | Katerstimmung                                     | Catty Cornered                             | S+T                           | Rocky | MM      | Friz Freleng                                                | |
| 28. Nov. 1953                  | –                                                 | Cats A-Weigh!                              | S                             | Hippety Hopper, Sylvester Jr. | MM      | Robert McKimson                                             | |
| 2. Jan. 1954 (1962–63*)        | Auf den Hund gekommen                             | Dog Pounded                                | S+T                           | Hector the Bulldog, Kurzauftritt: Pepé le Pew | LT, MM* | Friz Freleng                                                | nicht zu verwechseln mit Auf den Hund gekommen aus dem Jahr 1952 (OT: Ain’t She Tweet) |
| 27. Feb. 1954 (1962–63*)       | Bellen verboten!                                  | No Barking                                 | T (Kurzauftritt)              | Claude Cat, Frisky Puppy, Kurzauftritt: Marc Antony | MM*     | Chuck Jones                                                 | |
| 17. Apr. 1954 (1962–63*)       | –                                                 | Bell Hoppy                                 | S                             | Hippety Hopper | MM*     | Robert McKimson                                             | |
| 8. Mai 1954                    | –                                                 | Dr. Jerkyl′s Hide                          | S                             | Spike & Chester | LT      | Friz Freleng                                                | |
| 22. Mai 1954                   | Mäuse im Hotel                                    | Claws for Alarm                            | S                             | Schweinchen Dick | MM      | Chuck Jones                                                 | |
| 26. Juni 1954                  | –                                                 | Muzzle Tough                               | S+T                           | Granny, Hector the Bulldog | MM      | Friz Freleng                                                | |
| 7. Aug. 1954 (1962–63*)        | –                                                 | Satan’s Waitin’                            | S+T                           | Hector the Bulldog, Teufel, Kurzauftritt: Mugsy | LT, MM* | Friz Freleng                                                | |
| 2. Okt. 1954                   | Großes Mäuseehrenwort                             | By Word of Mouse                           | S                             | – | LT      | Friz Freleng                                                | |
| 12. Mär. 1955 (16. Dez. 1967*) | Leuchtturmmaus                                    | Lighthouse Mouse                           | S                             | Hippety Hopper | MM*     | Robert McKimson                                             | |
| 2. Apr. 1955                   | Omis neuer Bikini                                 | Sandy Claws                                | S+T                           | Granny | LT      | Friz Freleng                                                | Oscar-Nominierung (1955); dt. Alternativtitel: Strandvergnügen |
| 4. Juni 1955                   | Zirkus Tweety                                     | Tweety’s Circus                            | S+T                           | – | MM      | Friz Freleng                                                | |
| 6. Aug. 1955                   | Kurs auf Jupiter                                  | Jumpin’ Jupiter                            | S                             | Schweinchen Dick, Instant Martians | MM      | Chuck Jones                                                 | |
| 20. Aug. 1955 (1963–64*)       | –                                                 | A Kiddies Kitty                            | S                             | Kurzauftritt: Hector the Bulldog | MM*     | Friz Freleng                                                | |
| 17. Sep. 1955                  | Die schnellste Maus von Mexiko                    | Speedy Gonzales                            | S                             | Speedy Gonzales | MM      | Friz Freleng                                                | Oscar – gewonnen (1956); dt. Alternativtitel: Speedy Gonzales – Sturm auf die Käsefabrik (S8) |
| 29. Okt. 1955                  | –                                                 | Red Riding Hoodwinked                      | S+T                           | Granny, Böser Wolf, Rotkäppchen | LT      | Friz Freleng                                                | |
| 26. Nov. 1955                  | Erbschleicher                                     | Heir-Conditioned                           | S+T (Kurzauftritt von Tweety) | Elmer Fudd | LT      | Friz Freleng                                                | dt. Alternativtitel: Geldsorgen |
| 17. Dez. 1955                  | –                                                 | Pappy’s Puppy                              | S                             | Betrunkener Storch (nüchtern) | MM      | Friz Freleng                                                | |
| 28. Jan. 1956                  | –                                                 | Too Hop to Handle                          | S                             | Hippety Hopper, Sylvester Jr. | LT      | Robert McKimson                                             | |
| 24. Mär. 1956                  | Tweety und Sylvester – Alle Spatzen tanzen (S8)   | Tweet and Sour                             | S+T                           | Granny, Sam Cat | LT      | Friz Freleng                                                | |
| 19. Mai 1956                   | Verfolgungsjagd                                   | Tree Cornered Tweety                       | S+T                           | – | MM      | Friz Freleng                                                | |
| 2. Juni 1956                   | –                                                 | The Unexpected Pest                        | S                             | – | MM      | Robert McKimson                                             | |
| 23. Juni 1956                  | Tweety und Sylvester – Futschi-Kato (S8)          | Tugboat Granny                             | S+T                           | Granny | MM      | Friz Freleng                                                | dt. Alternativtitel: Silvester: Silvester – der kühne Springer (S8) |
| 1. Sep. 1956                   | –                                                 | The Slap-Hoppy Mouse                       | S                             | Hippety Hopper, Sylvester Jr. | MM      | Robert McKimson                                             | |
| 13. Okt. 1956 (1963–64*)       | –                                                 | Yankee Dood It                             | S                             | Elmer Fudd | MM*     | Friz Freleng                                                | |
| 12. Jan. 1957 (1963–64*)       | Zoobesuch                                         | Tweet Zoo                                  | S+T                           | – | MM*     | Friz Freleng                                                | dt. Alternativtitel: Silvester – Alarm im Zoo (S8); Alarm im Zoo (Dux) |
| 16. Mär. 1957                  | –                                                 | Tweety and the Beanstalk                   | S+T                           | – | MM      | Friz Freleng                                                | |
| 10. Aug. 1957 (1963–64*)       | Die Anonymen Vogelfresser                         | Birds Anonymous                            | S+T                           | – | MM*     | Friz Freleng                                                | Oscar – gewonnen (1958) |
| 28. Sep. 1957 (1963–64*)       | –                                                 | Greedy for Tweety                          | S+T                           | Granny, Hector the Bulldog | LT, MM* | Friz Freleng                                                | |
| 16. Nov. 1957                  | –                                                 | Mouse-Taken Identity                       | S                             | Hippety Hopper, Sylvester Jr. | MM      | Robert McKimson                                             | |
| 30. Nov. 1957 (10. Juli 1968*) | Gonzales Tamales                                  | Gonzales’ Tamales                          | S                             | Speedy Gonzales | LT*     | Friz Freleng                                                | |
| 22. Feb. 1958                  | Sylvester – Abenteuer in Venedig (S8)             | A Pizza Tweety-Pie                         | S+T                           | Granny | LT      | Friz Freleng                                                | |
| 27. Sep. 1958                  | –                                                 | A Bird in a Bonnet                         | S+T                           | Granny | MM      | Friz Freleng                                                | |
| 21. Mär. 1959                  | Tweet, Tweet                                      | Trick or Tweet                             | S+T                           | Sam Cat | MM      | Friz Freleng                                                | |
| 18. Juli 1959                  | Tweety in Nöten (Dux)                             | Tweet and Lovely                           | S+T                           | Hector the Bulldog | MM      | Friz Freleng                                                | dt. Alternativtitel: Tweety lebt gefährlich (S8) |
| 15. Aug. 1959                  | Silvester – Übung macht den Kater (S8)            | Cat’s Paw                                  | S                             | Sylvester Jr. | LT      | Robert McKimson                                             | |
| 29. Aug. 1959                  | Speedy Gonzales – ’kenntu Parmesano? (S8)         | Here Today, Gone Tamale                    | S                             | Speedy Gonzales | LT      | Friz Freleng                                                | |
| 5. Dez. 1959                   | –                                                 | Tweet Dreams                               | S+T                           | Sylvester Jr., Kurzauftritt: Granny | LT      | Friz Freleng                                                | |
| 23. Jan. 1960                  | Speedy Gonzales überlistet Kater Silvester (S8)   | West of the Pesos                          | S                             | Speedy Gonzales | MM      | Robert McKimson                                             | |
| 19. Mär. 1960                  | –                                                 | Goldimouse and the Three Cats              | S                             | Sylvester Jr. | LT      | Friz Freleng                                                | |
| 14. Mai 1960                   | –                                                 | Hyde and Go Tweet                          | S+T                           | – | MM      | Friz Freleng                                                | |
| 16. Juli 1960                  | Leo, Silvester und das arme Mäuschen (S8)         | Mouse and Garden                           | S                             | Sam Cat | LT      | Friz Freleng                                                | Oscar-Nominierung (1961); Fortsetzung von Tweet, Tweet (OT: Trick or Tweet, 1959); dt. Alternativtitel: Kater Sylvester und Leo, die Schlaumeier (S8)                                                                      |
| 29. Okt. 1960                  | –                                                 | Trip for Tat                               | S+T                           | Granny | MM      | Friz Freleng                                                | |
| 7. Jan. 1961                   | Speedy Gonzales – schnellste Maus von Mexico (S8) | Cannery Woe                                | S                             | Speedy Gonzales, Jose & Manuel (als Mäuse) | LT      | Robert McKimson                                             | |
| 11. Feb. 1961                  | –                                                 | Hoppy Daze                                 | S                             | Hippety Hopper | LT      | Robert McKimson                                             | |
| 1. Apr. 1961                   | Sylvester Junior                                  | Birds of a Father                          | S                             | Sylvester Jr. | LT      | Robert McKimson                                             | |
| 22. Apr. 1961                  | –                                                 | D’ Fightin’ Ones                           | S                             | – | MM      | Friz Freleng                                                | |
| 15. Juli 1961                  | –                                                 | The Rebel Without Claws                    | S+T                           | – | LT      | Friz Freleng                                                | |
| 19. Aug. 1961                  | Der Rattenfänger von Guadeloupe                   | The Pied Piper of Guadalupe                | S                             | Speedy Gonzales | LT      | Friz Freleng Co-Regie: Hawley Pratt                         | Oscar-Nominierung (1962); dt. Alternativtitel: Silvester + Speedy – Alles Käse! (S8); Silvester der Rattenfänger (S8) |
| 2. Dez. 1961                   | Der Mörder ist immer der Kater                    | The Last Hungry Cat                        | S+T                           | Granny | MM      | Friz Freleng Co-Regie: Hawley Pratt                         | |
| 10. Mär. 1962                  | Silvesters Abenteuer am Meeresgrund (S8)          | Fish and Slips                             | S                             | Sylvester Jr. | LT      | Robert McKimson                                             | dt. Alternativtitel: Abenteuer am Meeresgrund (S8) |
| 12. Mai 1962                   | Speedy Gonzales, der Lebensretter (S8)            | Mexican Boarders                           | S                             | Speedy Gonzales, Slowpoke Rodriguez | LT      | Friz Freleng Co-Regie: Hawley Pratt                         | |
| 22. Sep. 1962                  | Ein Käfig voller Düsen                            | The Jet Cage                               | S+T                           | Granny | LT      | Friz Freleng                                                | dt. Alternativtitel: Tweety der Pilot (S8) |
| 20. Apr. 1963                  | Der Katzentanz                                    | Mexican Cat Dance                          | S                             | Speedy Gonzales | LT      | Friz Freleng                                                | dt. Alternativtitel: Mexican Cat Dance; Speedy Gonzales – Viva Pussy-Kato. (S8) |
| 17. Aug. 1963                  | Chili Con Kater                                   | Chili Weather                              | S                             | Speedy Gonzales | MM      | Friz Freleng                                                | dt. Alternativtitel: Chili Konkater |
| 9. Nov. 1963                   | –                                                 | Claws in the Lease                         | S                             | Sylvester Jr. | MM      | Robert McKimson                                             | |
| 8. Feb. 1964                   | –                                                 | A Message to Gracias                       | S                             | Speedy Gonzales | LT      | Robert McKimson                                             | |
| 14. Mär. 1964                  | –                                                 | Freudy Cat                                 | S                             | Hippety Hopper, Sylvester Jr. | LT      | Robert McKimson                                             | |
| 25. Apr. 1964                  | –                                                 | Nuts and Volts                             | S                             | Speedy Gonzales | LT      | Friz Freleng                                                | |
| 27. Juni 1964                  | –                                                 | Hawaiian Aye Aye                           | S+T                           | Granny | MM      | Gerry Chiniquy                                              | |
| 26. Dez. 1964                  | –                                                 | Road to Andalay                            | S                             | Speedy Gonzales | MM      | Friz Freleng Co-Regie: Hawley Pratt                         | |
| 16. Jan. 1965                  | –                                                 | It’s Nice to Have a Mouse Around the House | S                             | Daffy Duck, Speedy Gonzales, Granny | LT      | Friz Freleng Co-Regie: Hawley Pratt                         | |
| 30. Jan. 1965                  | Katzenjammer                                      | Cats and Bruises                           | S                             | Speedy Gonzales | MM      | Friz Freleng Co-Regie: Hawley Pratt                         | |
| 27. Feb. 1965                  | Das grosse Rennen                                 | The Wild Chase                             | S                             | Speedy Gonzales, Road Runner & Wile E. Coyote | MM      | Friz Freleng Co-Regie: Hawley Pratt                         | nicht zu verwechseln mit Das große Rennen aus dem Jahr 1939 (OT: Porky and Teabiscuit) oder Das große Rennen aus dem Jahr 1943 (OT: Tortoise Wins by a Hare); dt. Alternativtitel: Das Große Rennen                        |
| 3. Dez. 1966                   | –                                                 | A Taste of Catnip                          | S (Kurzauftritt)              | Daffy Duck, Speedy Gonzales | MM      | Robert McKimson                                             | |
| 27. Nov. 1979                  | –                                                 | Bugs Bunny’s Christmas Carol               | S+T                           | Bugs Bunny, Schweinchen Dick, Yosemite Sam, Kurzauftritte: Elmer Fudd, Foghorn Leghorn, Pepé le Pew | MM      | Friz Freleng                                                | Teil des Specials Bugs Bunny’s Looney Christmas Tales |
| 1. Apr. 1980                   | –                                                 | The Yolks on You                           | S                             | Daffy Duck, Foghorn Leghorn, Miss Prissy | MM      | Tony Benedict, Gerry Chiniquy, Arthur Davis & David Detiege | Teil des Specials Daffy Duck’s Easter Egg-Citement |
| 25. Aug. 1995                  | Carrotblanca                                      | Carrotblanca                               | S+T                           | Bugs Bunny, Daffy Duck, Penelope Pussycat, Pepé le Pew, Yosemite Sam, Kurzauftritte: Barnyard Dawg, Beaky Buzzard, Elmer Fudd, Foghorn Leghorn, Gossamer, Granny, Miss Prissy, Mugsy, Pete Puma, Sam Sheepdog, Schweinchen Dick, Spike & Chester, The Crusher | LT      | Douglas McCarthy                                            | |
| 23. Aug. 1996                  | –                                                 | Superior Duck                              | T (Kurzauftritt)              | Daffy Duck, Kurzauftritte: Foghorn Leghorn, Marvin der Marsmensch, Road Runner & Wile E. Coyote, Schweinchen Dick, Taz, Superman | LT      | Chuck Jones                                                 | |
| 14. Nov. 1997                  | –                                                 | Father of the Bird                         | S                             | – | LT      | Stephen Fossatti                                            | |
| 14. Nov. 2003                  | –                                                 | Museum Scream                              | S+T                           | Kurzauftritt: Granny | LT      | Dan Povenmire                                               | |
| 18. Nov. 2011                  | –                                                 | I Tawt I Taw a Puddy Tat                   | S+T                           | Granny | LT      | Matthew O’Callaghan                                         | 3D-Animationsfilm; Annie-Award-Nominierung |
| 10. Juni 2014                  | –                                                 | Flash in the Pain                          | S+T (Kurzauftritte)           | Road Runner & Wile E. Coyote, Kurzauftritt: Granny | LT      | Matthew O’Callaghan                                         | 3D-Animationsfilm |

- LT steht für die Looney-Tunes-Reihe, MM steht für die Merrie-Melodies-Reihe.
- Mit einem Sternchen gekennzeichnete Filme sind als Blue-Ribbon-Versionen wiederveröffentlicht worden. Dadurch änderte sich der Titel Doggone Cats in Dog Gone Cats und einige Looney-Tunes-Cartoons wurden zu Merrie-Melodies-Cartoons.
- S8 steht für Super-8-Titel.
- Dux steht für Dux-Kino-Titel.
- K steht für Titel von kleineren Labels.

## Kompilationsfilme
- 1981: Der total verrückte Bugs Bunny Film (The Looney, Looney, Looney Bugs Bunny Movie, mit Realszenen)
- 1982: Bugs Bunny – Märchen aus 1001 Nacht (Bugs Bunny’s 3rd Movie: 1001 Rabbit Tales)
- 1983: Daffy Ducks fantastische Insel (Daffy Duck’s Movie: Fantastic Island)
- 1988: Daffy Duck’s Quackbusters

## Fernsehserien
- 1972–1973: Schweinchen Dick (The Porky Pig Show, Kompilationsserie, 1964–1967)
- 1979: Die schnellste Maus von Mexiko (Kompilationsserie, neue Version – Sylvester: 17 Folgen, Tweety: 2 Folgen)
- 1983: Mein Name ist Hase (Kompilationsserie)
- 1990–1992: Tiny Toon Abenteuer (Tiny Toon Adventures)
- 1994: Animaniacs (nur Tweety: 1 Folge)
- 1995–2002: Sylvester und Tweety (The Sylvester & Tweety Mysteries, je 52 Folgen)
- 2002–2005: Baby Looney Tunes (je 53 Folgen)
- 2005: Bugs Bunny und Looney Tunes (Kompilationsserie)
- 2011–2013: The Looney Tunes Show (je 13 Folgen)
- 2015–2019: Die neue Looney Tunes Show (New Looney Tunes, Sylvester: 11 Folgen, Tweety: 6 Folgen)
- seit 2019: Looney Tunes Cartoons (Sylvester: 29 Folgen, Tweety: 23 Folgen)

## TV-Specials
Es erschienen einige Fernsehspecials, die großteils aus alten Kurzfilmen bestehen. Nur Daffy Duck and Porky Pig Meet the Groovie Goolies (1972), Bugs Bunny’s Looney Christmas Tales (1979) und Daffy Duck’s Easter Egg-Citement (1980) sind originale Zeichentrickproduktionen.
- 1972: Daffy Duck and Porky Pig Meet the Groovie Goolies (erste Fernsehproduktion, mit Realszenen)
- 1977: Bugs Bunny’s Easter Special
- 1977: Bugs Bunny’s Howl-oween Special
- 1979: Bugs Bunny’s Thanksgiving Diet (mit einer Realszene)
- 1979: Bugs Bunny’s Looney Christmas Tales
- 1979: The Bugs Bunny Mother’s Day Special (nur Sylvester)
- 1980: Daffy Duck’s Easter Egg-Citement (nur Sylvester)
- 1980: The Bugs Bunny Mystery Special
- 1981: Bugs Bunny: All American Hero
- 1982: Bugs Bunnys verrückte Fernsehwelt (Bugs Bunny’s Mad World of Television)
- 1988: Bugs Bunnys Hitparade (Bugs vs. Daffy: Battle of the Music Video Stars)
- 1989: Bugs Bunnys wilde Welt des Sports (Bugs Bunny’s Wild World of Sports)
- 1991: Bugs Bunnys Katastrophen-Overtüre (Bugs Bunny’s Overtures to Disaster, nur Sylvester)

### Weitere
- 1986: Bugs Bunny/Looney Tunes 50th Anniversary (mit Star-Interviews)
- 1990: Happy Birthday Bugs (Happy Birthday, Bugs!: 50 Looney Years, mit Realszenen und Stars, nur Sylvester, Kurzauftritt)
- 1990: The Earth Day Special (Realfilm, nur Tweety, Kurzauftritt)
- 2003: Cartoon Network’s Funniest Bloopers and Other Embarrassing Moments (mit Realszenen)

## Direct-to-Videos
- 1997: Bugs Bunny’s Elephant Parade (Realfilm/Natur-Lehrfilm)
- 1997: Bugs Bunny’s Silly Seals (Realfilm/Natur-Lehrfilm)
- 1998: Sing-Along – Quest for Camelot
- 1998: Sing-Along – Looney Tunes
- 2000: Tweety’s High-Flying Adventure
- 2003: Baby Looney Tunes – Ein Ei-genartiges Abenteuer (Baby Looney Tunes’ Eggs-traordinary Adventure, als Babys)
- 2003: Looney Tunes: Reality Check (Webtoons-Kompilationsfilm)
- 2003: Looney Tunes: Stranger Than Fiction (Webtoons-Kompilationsfilm)
- 2006: Bah, Humduck! A Looney Tunes Christmas

## Realfilme/Animationsfilme
- 1996: Space Jam
- 2003: Looney Tunes: Back in Action
- 2021: Space Jam: A New Legacy

### Weitere
- 1949: Mein Traum bist Du (My Dream Is Yours, nur Tweety, Kurzauftritt)
- 1988: Falsches Spiel mit Roger Rabbit (Who Framed Roger Rabbit, Kurzauftritt)

## Dokumentarfilme
- 1975: Bugs Bunny: Superstar (Kino-Dokumentarfilm/Kompilationsfilm)
- 2000: Chuck Jones: Extremes & Inbetweens – A Life in Animation (mit Stars, nur Sylvester, Kurzauftritt)

## Webtoons
Anfang der 2000er-Jahre wurden auf der Looney-Tunes-Website mehrere Webtoons veröffentlicht:
- 2001: Mysterious Phenomena of the Unexplained #1 (nur Sylvester); #5
- 2001: The Junkyard Run #1–3 (nur Sylvester); #3 (nur Tweety, Kurzauftritt)
- 2001: Toon Marooned #1–10
- 2001: Judge Granny #1
- 2002: Sports Blab #1–2
- 2002: The Royal Mallard #1 (nur Tweety, Kurzauftritt)
- 2002: Tech Suppork (Kurzauftritt)
- 2002: Twick or Tweety
- 2003: Aluminium Chef #2
- 2003: Tear Factor (nur Sylvester)
- 2004: Bunk Bedlam (nur Sylvester)
- 2004: The Cat Stays in the Picture
- 2004: Full Metal Racket!
- 2005: Fast Feud (nur Sylvester, Kurzauftritt)
- 2005: Little Pet Shop of Horrors
- 2005: Malltown and Tazboy (Kurzauftritt)
- 2005: Noie Da Topo (nur Sylvester)
- 2005: Psycho Kitty